# Louise-Catherine André de Leigne
Louise-Catherine André de Leigne, född 1709, död 1766, var ett franskt original, uppmärksammad i Kanadas historia för sin då skandalösa och normbrytande levnadsstil.  
Hon föddes i Le Havre som dotter till Pierre André de Leigne och Claude Fredin och bosatte sig 1718 i Kanada, där hennes far blev hög ämbetshavare i Quebec. Hon beskrivs som en skönhet och uppvaktades av många. Hon föredrog dock att värdera potentiella äktenskapspartner efter känsla och attraktion snarare än efter rikedom och status, något som upprörde hennes far, då det gjorde att hon fäste sig vid unga män utan förmögenhet snarare än väletablerade rika äldre män. Han lät därför placera henne på ett skepp till Frankrike 1734. Hon rymde från skeppet utklädd till man med hjälp av två av sina friare, men återvände efter en natt. 
Efter ett år i Frankrike kom hon tillbaka till Kanada och bosatte sig då med sin svåger Nicolas Lanoullier de Boisclerc. Hennes levnadsstil uppfattades som en skandal under en tid då en kvinnas äktenskap ofta var arrangerat av förnuftsskäl och hon bröt kraftigt mot sociala konventioner då hon krävde sin självständighet. 
1741 gifte hon sig med den elva år yngre officer René-Ovide Hertel de Rouville. Eftersom de gift sig utan tillstånd av brudgummens mor förklarades äktenskapet ogiltigt, men när brudgummen blev myndig senare samma år gifte de om sig. Paret levde sedan i Trois-Rivières fram till att sjuårskriget tvingade maken att återvända till Frankrike 1760. Under tiden försörjde hon sig på affärsverksamhet, som maken tog över när han kunde återvända 1763. 
Louise-Catherine André de Leigne var under sin samtid berömd i Kanada för sin skönhet och sin äventyrliga och skandalösa livsstil. 